# Gheorghe Paraschiv
Gheorghe Paraschiv (n. 1930) a fost ministrul de finanțe al României în perioada comunistă.